# Geisingen

Aulfingen, kerk: Kirche Sankt Nikolaus

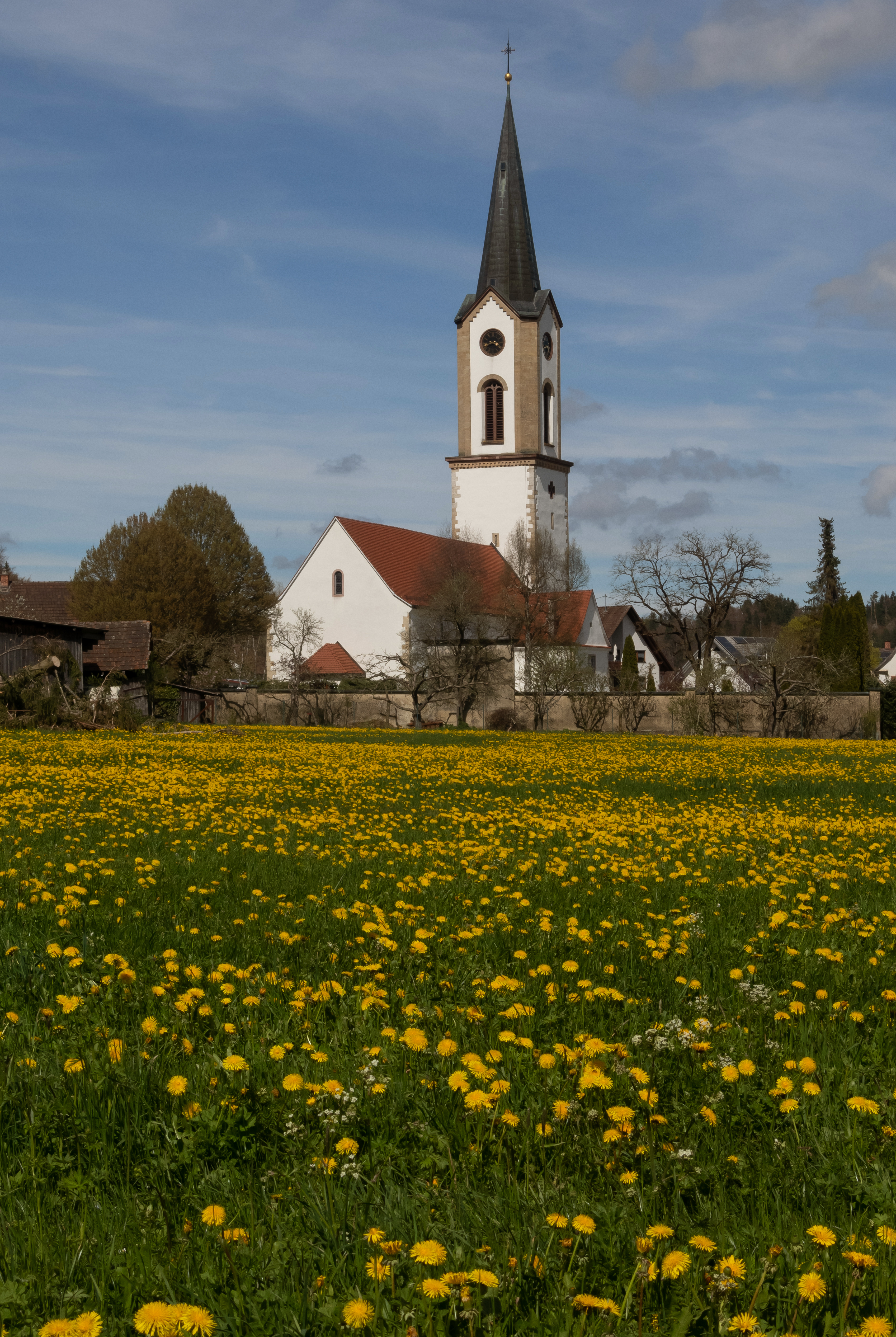
Kirchen Hausen, kerk: Pfarrkirche Sankt Marien

Geisingen is een stad in de Duitse deelstaat Baden-Württemberg, en maakt deel uit van het Landkreis Tuttlingen.
Geisingen telt 6.339 inwoners.

## Sport
In de zomer van 2014 werden in Geisingen de Europese kampioenschappen inline-skaten 2014 gehouden.

## Geboren
- Marie Büsser-Villinger (1860-1946), Zwitserse vakbondsbestuurster

- Gemeinsame Normdatei: 4380345-3
- Nationale Bibliotheek van Israël: 987012384365605171
- Virtual International Authority File: 236095844

Aldingen ·
Balgheim ·
Bärenthal ·
Böttingen ·
Bubsheim ·
Buchheim ·
Deilingen ·
Denkingen ·
Dürbheim ·
Durchhausen ·
Egesheim ·
Emmingen-Liptingen ·
Fridingen an der Donau ·
Frittlingen ·
Geisingen ·
Gosheim ·
Gunningen ·
Hausen ob Verena ·
Immendingen ·
Irndorf ·
Kolbingen ·
Königsheim ·
Mahlstetten ·
Mühlheim an der Donau ·
Neuhausen ob Eck ·
Reichenbach am Heuberg ·
Renquishausen ·
Rietheim-Weilheim ·
Seitingen-Oberflacht ·
Spaichingen ·
Talheim ·
Trossingen ·
Tuttlingen ·
Wehingen ·
Wurmlingen